# Галлакор-Автомобилчи
«Галляарал» — узбекистанский футбольный клуб из одноимённого 
города Джизакской области.

## Названия
- 2002-2008 — «Галлакор».
- 2009-2010 — «Динамо-Галлакор».
- 2011-2014 — «Галлакор-Автомобилчи».
- 2015-2016 — «Галлакор-Барса».
- 2017 — ФК «Галляарал».

## История
Основан в 2002 году. В сезонах-2002-2003 и 2015-2016 участвовал во Второй лиге Узбекистана. В 2004-2014 и 2017 годах выступал в Первой лиге.

## Достижения
7-е место в Первой лиге — 3 раза (2005, 2006, 2010).